# 1360-1369
De jaren 1360-1369 (van de christelijke jaartelling) zijn een decennium in de 14e eeuw.

## Belangrijke gebeurtenissen

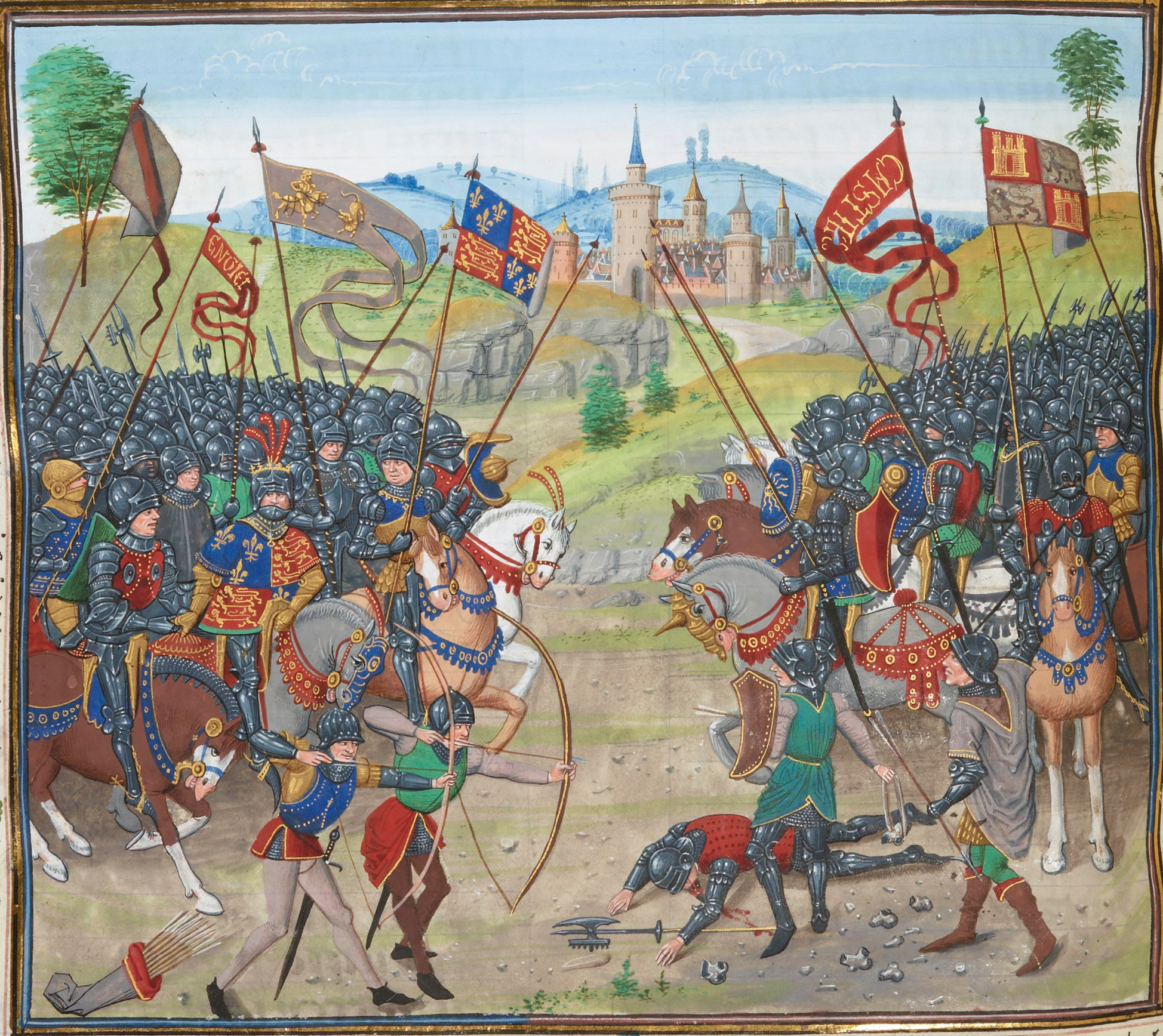
De Slag bij Nájera (1367), 15e-eeuwse afbeelding

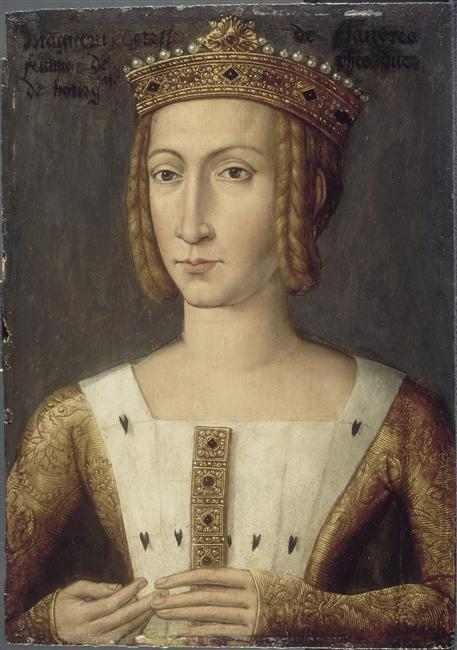
Margareta van Male (afgebeeld) huwt in 1369 met Filips de Stoute, hertog van Bourgondië. Door dit huwelijk wordt Vlaanderen een deel van Bourgondië.

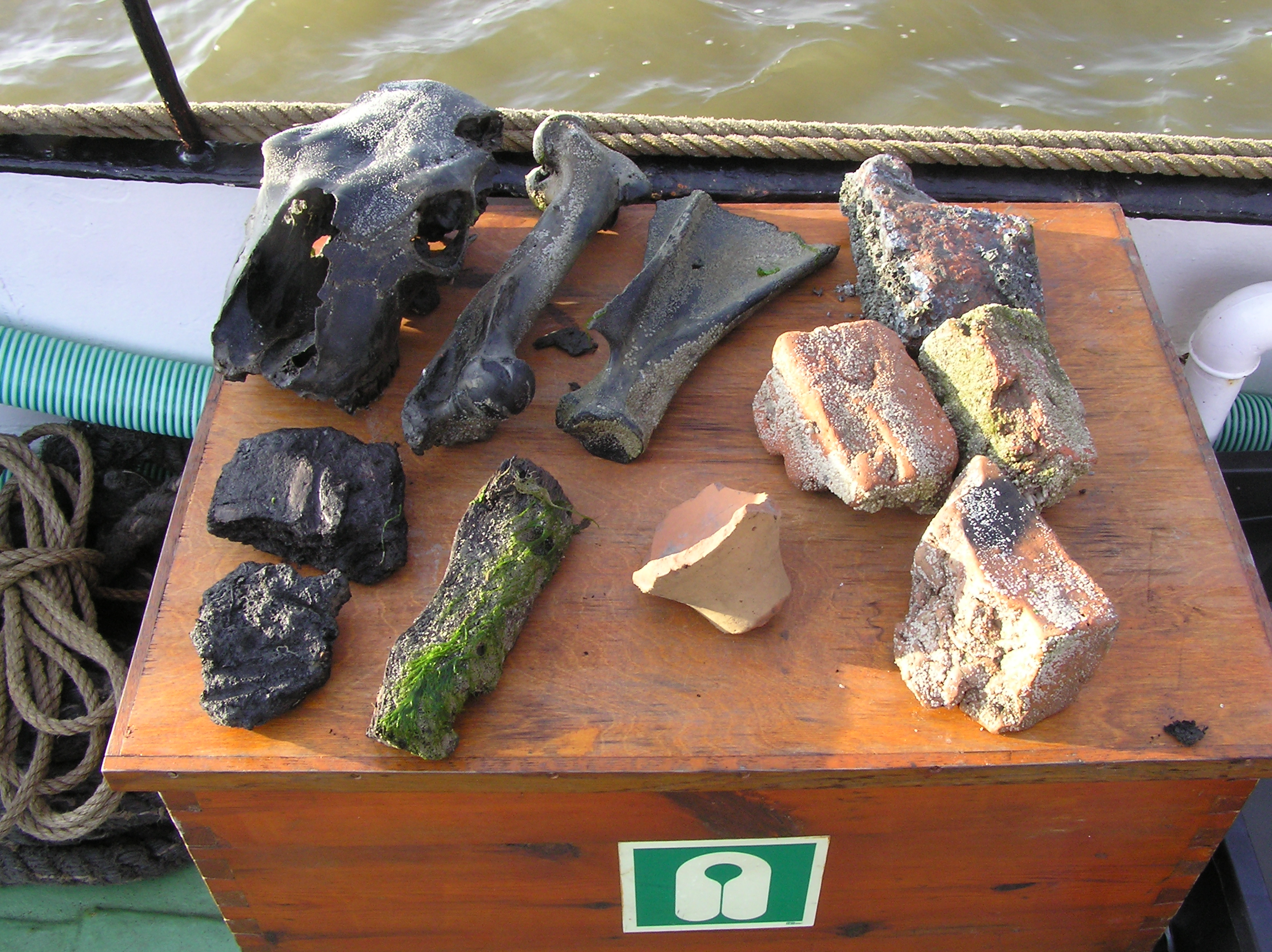
Archeologische vondsten bij Rungholt, een havenstad op het voormalig waddeneiland Strand. Rungholt verdween in zee tijdens de Sint-Marcellusvloed in 1362

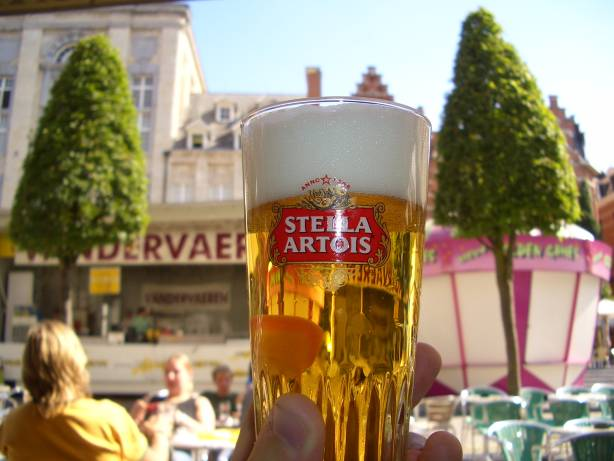
Het Belgische pils Stella Artois stamt uit 1366

### Honderdjarige Oorlog
- 1360 : Verdrag van Brétigny. Frankrijk staat Aquitanië af aan Engeland. Koning Jan II van Frankrijk wordt vrijgelaten. Begin van een periode van vrede tussen de Engelsen en Fransen (tot 1369).
- 1361 : De pest steekt terug de kop op en Frankrijk kreunt onder de plunderingen van de Grandes Compagnies (huurlingenbendes).
- 1364 : Aangezien Frankrijk zijn schulden niet kan aflossen, keert Jan II vrijwillig terug naar Engeland, waar hij enkele maanden later sterft.
- 1364 : Slag bij Auray. Karel van Blois sneuvelt, Jan van Montfort wordt Jan IV van Bretagne, het einde van de Bretonse Successieoorlog.
- 1365 : Bertrand du Guesclin slaagt erin de leiding te nemen van de Grandes compagnies en stuurt ze in de strijd van de Castiliaanse Burgeroorlog.
- 1367 : Slag bij Nájera. Bertrand du Guesclin wordt gevangengenomen.
- 1369 : Slag bij Montiel. Na een duel sterft Peter I van Castilië, Hendrik van Trastámara wordt de nieuwe koning.

### Hertogdom Bourgondië
- 1360 : Johanna I van Auvergne sterft, haar zoon Filips van Rouvres erft het Vrijgraafschap Bourgondië en het Hertogdom Bourgondië.
- 1361 : Filips van Rouvres sterft kinderloos. Jan II van Frankrijk, man van Johanna I, erft het Hertogdom, de zus van Johanna I, Margaretha krijgt het Vrijgraafschap.
- 1364 : Jan II sterft, zijn zoon Filips de Stoute wordt hertog van Bourgondië.
- 1369 : Huwelijk tussen Filips de Stoute, zoon van Jan II en Margaretha van Male, kleindochter van Margaretha en weduwe van Filips van Rouvres.

### Lage Landen
- 1361 : Einde van de Gelderse Broederstrijd. Hertog Reinoud III van Gelre wordt door zijn broer Eduard gevangen gezet. Na verloop van jaren is hij zo dik geworden, dat de celdeur open kan blijven.
- Dirc Loef van Horne bouwt het Slot Loevestein.
- 1363 : Merchants of the Staple. De Engelse wolstapel, dat in de 14e eeuw afwisselend in Brugge en Antwerpen was gevestigd, wordt toegewezen aan de door de Engelsen veroverde stad Calais
- 1364 : Het Hertogdom Luxemburg verwerft het Graafschap Chiny
- 1366 : Bisschop Jan van Arkel van het Prinsbisdom Luik verwerft het graafschap Loon.
- 1368 : Adolf III van der Mark, erft via zijn moeder Margaretha van Kleef, nicht van de pas gestorven Johan van Kleef, het Graafschap Kleef.

### Godsdienst
- 1360-1362 : Petrus Naghel voltooit zijn Hernse Bijbel.
- 1367 : Paus Urbanus V keert terug naar Rome in een eerste poging om een einde te maken aan het Babylonische ballingschap van de pausen in Avignon.

### Noord-Europa
- 1361-1370 : Deens-Hanzeatische Oorlog. De Hanze, Noorwegen, Zweden, Holstein en de Duitse Orde vallen samen Denemarken aan. De oorlog draait uit op een Deense overwinning. Maar als Waldemar IV van Denemarken in 1368 de Sont afsluit, varen drie Kampense en een Amsterdamse oorlogskogge daarheen. In 1370 moet Denemarken in de Vrede van Stralsund vrije doorgang door de Sont garanderen.
- 1362 : Slag van de Blauwe Wateren. Het Grootvorstendom Litouwen onder leiding van Algirdas, verslaat de Gouden Horde en verovert het Prinsdom Kiev.
- 1362 : Beleg van Kaunas. De Duitse Orde probeert de Litouwse expansie te stuiten.
- 1368-1372 : Litouws-Moscovitische Oorlog. Het Grootvorstendom Litouwen en het Grootvorstendom Moskou zijn nu buurlanden en daar komt onenigheid van.

### Byzantijnse Rijk
- 1362 : De Ottomanen veroveren Philippopolis en Adrianopel (tegenwoordig Edirne). Van het Byzantijnse Rijk is nu alleen nog de stad Constantinopel over. In 1364 maken ze van Adrianopel hun hoofdstad.
- 1366 : Savoyarden kruistocht. Graaf Amadeus VI van Savoye probeert de Ottomaanse veroveringen ongedaan te maken.
- 1369 : Tijdens zijn bedeltocht op zoek naar steun en geld wordt keizer Johannes V Palaiologos gevangengenomen.

### China
- 1363 : Zeeslag op het Poyangmeer. In China vindt een van de grootste zeeslagen aller tijden plaats, met naar schatting 200.000 man van Ming-keizer Hongwu tegen 650.000 Han-rebellen.
- 1368 : De Yuan-dynastie wordt vervangen door de Ming-dynastie.

### Varia
1365-1366 : Peter I van Cyprus houdt van kruistochten, eerst verovert en plundert hij de Egyptische stad Alexandrië en daarna Tripoli (Libanon).

## Kunst en cultuur

### Gastronomie
- 1364 : In het Heilig Roomse Rijk wordt de "Novus Modus Fermentadi Cervisiam" (Een nieuwe methode om bier te brouwen) ingevoerd. Nieuw is het gebruik van hop, dat bederf voorkomt.
- 1366 : Stichting van het Belgische pils Stella Artois.

<< · 1360 · 1361 · 1362 · 1363 · 1364 · 1365 · 1366 · 1367 · 1368 · 1369 · >>
<< · 1300-1309 · 1310-1319 · 1320-1329 · 1330-1339 · 1340-1349 · 1350-1359 · 1360-1369 · 1370-1379 · 1380-1389 · 1390-1399 · >>